# Genís Marfà
Genís Marfà Pons nascut el 15 d'Abril de 1960 no va poder incorporar-se a l'empresa familiar ja que aquesta havia tancat les seves portes, no obstant portava en el seu ADN l'esperit empresarial de la seva centenària família.
Es va llicenciar en dret per la Universitat de Barcelona (1982). Diplomat en secretària de societats i expert tributari pel CEU Sant Pau (universitat Abat Oliva). Màster en direcció d'empreses (PADE) a l'IESE de Barcelona. Va guanyar, sent el més jove d'Espanya a aconseguir-ho, les oposicions d'Advocat de l'Estat a principis de 1984. Com a tal va exercir diversos càrrecs d' alta responsabilitat en l' administració pública i en diferents àrees, destacant el d' Advocat de l' Estat en cap de la Delegació d' Hisenda de Catalunya. Transferit a la Generalitat de Catalunya com a assessor especial del Conseller d'Economia i Finances va prestar els seus serveis a diferents consellers (H. Srs. Basañez, Culllel, Trias Fargas i Alavedra) fins que va sol·licitar l'excedència voluntària el 1994, dedicant-se exclusivament a l'advocacia privada.
Es va incorporar com a soci responsable de l'àrea Mercantil al despatx d'advocats Joan Pique i Associats, on es va fer càrrec als anys 90 de nombrosos assumptes de gran transcendència econòmica, com la compra de la paperera Sarrio per part de Torras (llavors controlada pel KIO "Kuwait investment office) , la "guerra dels dònuts" que va enfrontar els seus accionistes, la venda de l'empresa d'aparcaments Urbas a Inmobiliaria Colonial, l'adquisició per l’Agrupació Mutua del Banco de la petita i mitjana empresa, la presa de control per part del grup Castro de la cadena Hotels Hesperia i de Fibanc, l'adquisició de l'estació d'esquí de Boi Taull, entre altres molts. A finals dels 90 va abandonar el despatx de Joan Piqué i es va establir pel seu compte,
Membre de números consells d' administració, l' any 2000 va iniciar la seva carrera empresarial. Així va llança una OPA (Oferta Publica d'Adquisició d'Accions) per prendre el control de la immobiliària catalana AISA cotitzada a la borsa, fins aleshores propietat de la companyia d'assegurances Agrupació Mutua. Sota el seu control la societat va pas d'un valor borsari de 60 milions d'euros a gairebé 2.000 milions d'euros , atraient al seu capital alguns accionistes de renom com l'ex alcalde Enric Masso amb el qual l'unia una gran amistat. Tanmateix l' acció es va desplomar amb la gran crisi financera de 2008. El 2009, pressionat per la banca creditora i un grup d'accionistes, va fusionar AISA amb FERGO un altre grup immobiliari i es va redenominar FERGOAISA. Genis Marfá, va dimitir cedint el control i la Presidència de l'empresa a Carlos Fernández, propietari de FERGO (que va resultar posteriorment processat i condemnat per diversos delictes econòmics) i es va desvincular totalment de l'empresa. Com tots els empresaris immobiliaris , en la convulsa època de la crisi, va haver d'afrontar algun procediment judicial, però cap d'ells va prosperar,
Formant part de la candidatura de Miquel Valls, va guanyar les eleccions a la Cambra de comerç, indústria i navegació de Barcelona el 2002 i va formar part del seu comitè executiu durant 8 anys, com a tal va presidir l'empresa "GPA, gestió i promoció aeroportuària" que, juntament amb AENA i els ajuntaments del Prat i Barcelona, era la gestora del "Comitè de Rutes", encarregat de l'obertura de noves rutes internacionals des de Barcelona
Genis Marfà i la seva dona Cristina Martinez van constituir i dotar la Fundació Marfà per la formació i el desenvolupament" avui inactiva , si bé durant diversos anys es va dedicar a la concessió de beques per a estudis universitaris a tot America Central, Perú, Ecuador Marroc i Moçambic. Cristina Martinez era la seva  Directora General. Cents d'estudiants es van graduar gràcies a les seves beques. El patronat de la fundació, paritari d'homes i dones, estava format per representants de diferents branques familiars i propers al matrimoni Marfa-Martinez (Raimon Maragall i Marfa, Merce Solernou i Fabre, Jordi Parpal i Marfa, Cristina Grau Larrosa, Miquel Valls i Maseda, Ana Duran i Loverdos, Manuel Pons Prat, Sylvia Serraclara i Pla, Pedro de la Rosa i Marti, Eugenia Pigem i Palmes) 
Genis Marfa Pons te dos fills de un primer matrimoni: Marta i Pablo, més tard va contreure matrimoni amb Cristina Martinez Bordonau, filla de l'Empresari del metall Josep Martinez i Serra natural de Sant Boi de Llobregat, jugador de rugbi de la selecció espanyola i de la unió esportiva santboinana de la que fou , més tard, el seu Presidentde, també va presidir l'Associació d'empresaris del Baix Llobregat. Del matrimoni amb Cristina ha tingut tres fills: Albert, Genis i Júlia.

ANTECEDENTS FAMILIARS
Membre d'una nissaga familiar d' empresaris que es remota a finals del segle XVIII. La família Marfà és un clar exponent de l'alta burgesia catalana. Gaieta Marfà Guanyabens, natural de Mataró, era un "mitger", un fabricant de mitges de seda molt apreciades com a producte de luxe amb un important volum de vendes a Espanya i Mexic. Casat amb Teresa Baladía (una altra estirp empresarial de Mataró) el seu fill en Gaietà Marfá Baladía ajudà econòmica i personalment al seu oncle en Jaume Baladia a muntar una gran fàbrica cotonera a l'Havana. Pocs anys després l'any 1842 l'oncle tornà de l'Havana cap a Mataró i en Gaietà es queda allà i es va fer càrrec de la fàbrica durant uns quants anys abans de tornar també a Mataró l'any 1851. I és aleshores quan muntà la primera gran fàbrica tèxtil dels Marfà a les Figueretes, edifici que avui és un centre escolar. De tornada es va atura a Manchester on va adquirir maquinària per iniciar l'empresa de genere de punt a gran escala "Fills de Marfa S. en Comandita. Amb el temps va arribar a ser una de les empreses tèxtils més grans d'Espanya i va sobreviure fins a finals dels anys 70 després de la crisi originada el 1973 pel sobtat i notable increment dels preus del petroli.
Gaietá Marfa Clivilles (besavi de Genis Marfa) va ser el patriarca de la família durant els anys de més expansió de l'empresa, com a tal va ser diputat i President de la diputació provincial de Barcelona, casat amb Júlia Mercader i Brunet, van tenir 10 fills, cosins de Ramon Mercader (que va assassinar Trotsky) i María Mercader (esposa de director de cinema italià Vittorio de Sica); fidel al costum de convenir enllaços matrimonials entre els mateixos membres de la burgesia, una germana de Gaieta Marfà es va casar amb el germà del Cardenal Francesc Vidal i Barraquer i la nombrosa descendència dels Marfà, es va unir per matrimoni amb altres estirps tèxtils com els Bertrand, els Valls, els Jover o personatges notables de l'època com per exemple els Parpal, Clarasó. Així, Carmen Marfà i Mercader es va casar amb Raimon Maragall i Noble (fill del poeta) que juntament amb el seu germà Joan Anton regentaven la "Sala Pares" la galeria d'art centenària del carrer Petritxol, tal com explica el President Pascual Margall en les seves memòries, els Maragall Mira i els Margall Marfà vivien a la "casa gran", el mateix edifici de 3 habitatges dels carrers Alfons XII i Brusi, propietat del poeta Joan Maragall (avi de tots ells) i eren tants cosins (9 els Maragall Marfa i 8 els Maragall Mira) que organitzaven partits de futbol entre ells, el seu equip s'anomenava Gipapersa (inicials de Genis, Pasqual, Pere, Ernest i Santiago) 
Gaieta Marfa Clivilles i la seva dona Júlia Mercader van fixar la seva residència habitual a Sarria el 1916 a la finca Del Clos, una extensa propietat, l'immoble principal de la qual estava decorat amb grans serigrafies que s'ubicava a prop de l'església parroquial; mentre seguien estiuejat a Argentona, on posseïen una altra mansió a l'Avinguda dels senyors i nombroses terres a la zona. A Sarria, Antoni Marfa Mercader (fill de Gaieta i avi de Genis) va conrear una estreta amistat amb el poeta J.V Foix.
Vestigis de la història familiar han perdurat fins a l'actualitat. Una part de l'antiga fàbrica tèxtil de Mataro , acull actualment la seu del museu del genere de punt de Mataró, està situada al Passatge de Can Marfa nº 1. Can Marfà és l'espai expositiu del Museu de Mataró dedicat a la indústria del teixit de punt, l'activitat industrial que ha donat singularitat i
identitat a la ciutat. Està ubicat a una de les naus de l'antiga fàbrica Marfà, la més important de l'Estat espanyol en gènere de punt abans de1936. Des del punt de vista arquitectònic, és un conjunt d'estil manchesterià, construït entre 1880 y 1881.
A Girona, a Santa Eugènia de Ter es manté en peu "La Marfa" avui centre de creacio musical, proietat de l'ajuntament de Girona i seu de nombroses exposicions i que en altre temps va ser un dels centres de treball de l'empresa tèxtil ja que en aquesta ubicació es va instal·lar una central hidroelèctrica que aprofitava la força del riu a la sequia Monar per fer funcionar els telers. La fàbrica disposava d'una petita colònia de senzilles cases per als treballadors (normalment majordoms, encarregats i càrrecs de confiança) repartides entre el carrer de Baix, al costat mateix de l'edifici fabril, i el carrer dels Marfà, a tocar les hortes, a més d'una casa per al director situada a tocar Can Ninetes i coneguda popularment com la casa del senyor Paquito, en referència a Francesc Estival, director durant molts anys de la fàbrica i darrer alcalde de Santa Eugènia fins a la seva annexió a Girona el 1963.
Durant moltes dècades, la fàbrica de filats fou un referent al llavors poble i avui barri de Santa Eugènia. Tothom tenia un familiar o coneixia algú que hi treballava. Fins i tot, primer una campana i més modernament una sirena (el tut), que anunciaven l'hora de començar cadascun dels tres torns, marcaren els horaris a diverses generacions d'eugeniencs i eugenienques.
A Barcelona destaca la residència familiar d'Emili Marfa Artigas (pare de Gaieta Marfa Clivillés i, per tant, revasavi de Genis Marfa) situada al "quadrat d ́or" del Passeig de Gràcia coneguda com a casa "viuda de Marfa". Es un edifici d'estil historicista que combina elements procedents de la tradició constructiva romànica i gòtica. Localitzat al xamfrà que conforma el Passeig de Gràcia amb el carrer València, va ser projectat per l'arquitecte Manuel Comas i Thos el 1901 i acabat el 1905. El modernisme és present a la planta baixa i a l' interior de l' escala, mentre que a la façana hi ha una clara referència al gòtic civil. L' antiga entrada per a carruatges és considerada una de les més elegants de la zona.
El mateix arquitecte va projectar entre 1900 i 1902 les "cases Marfa", dos edificis modernistes, bessons , situats al carrer Ali Bei números 27 i 29 de Barcelona, on residien altres membres de la familia.
Antonio Marfa Muniesa, pare de Genis Marfá, va ser un dels últims gerents de la indústria mataronina, però va morir d'un infart als 54 anys.